# Navenne
Navenne és un municipi francès situat al departament de l'Alt Saona i a la regió de Borgonya - Franc Comtat. L'any 2007 tenia 1.783 habitants.

## Demografia

### Població
El 2007 la població de fet de Navenne era de 1.783 persones. Hi havia 717 famílies, de les quals 220 eren unipersonals (69 homes vivint sols i 151 dones vivint soles), 224 parelles sense fills, 224 parelles amb fills i 49 famílies monoparentals amb fills.
La població ha evolucionat segons el següent gràfic:
Habitants censats

### Habitatges
El 2007 hi havia 763 habitatges, 718 eren l'habitatge principal de la família, 11 eren segones residències i 33 estaven desocupats. 578 eren cases i 183 eren apartaments. Dels 718 habitatges principals, 498 estaven ocupats pels seus propietaris, 208 estaven llogats i ocupats pels llogaters i 12 estaven cedits a títol gratuït; 4 tenien una cambra, 40 en tenien dues, 109 en tenien tres, 181 en tenien quatre i 384 en tenien cinc o més. 574 habitatges disposaven pel capbaix d'una plaça de pàrquing. A 339 habitatges hi havia un automòbil i a 291 n'hi havia dos o més.

### Piràmide de població
La piràmide de població per edats i sexe el 2009 era:
| Homes | Edats   | Dones |
| ----- | ------- | ----- |
| 0     | 95 o +  | 0     |
| 4     | 90 a 94 | 0     |
| 8     | 85 a 89 | 28    |
| 4     | 80 a 84 | 24    |
| 28    | 75 a 79 | 24    |
| 32    | 70 a 74 | 72    |
| 28    | 65 a 69 | 24    |
| 52    | 60 a 64 | 48    |
| 36    | 55 a 59 | 44    |
| 32    | 50 a 54 | 84    |
| 56    | 45 a 49 | 64    |
| 52    | 40 a 44 | 44    |
| 64    | 35 a 39 | 72    |
| 64    | 30 a 34 | 56    |
| 40    | 25 a 29 | 56    |
| 28    | 20 a 24 | 28    |
| 60    | 15 a 19 | 36    |
| 92    | 10 a 14 | 52    |
| 64    | 5 a 9   | 36    |
| 40    | 0 a 4   | 32    |

## Economia
El 2007 la població en edat de treballar era de 1.144 persones, 861 eren actives i 283 eren inactives. De les 861 persones actives 785 estaven ocupades (410 homes i 375 dones) i 78 estaven aturades (49 homes i 29 dones). De les 283 persones inactives 117 estaven jubilades, 102 estaven estudiant i 64 estaven classificades com a «altres inactius».

### Ingressos
El 2009 a Navenne hi havia 734 unitats fiscals que integraven 1.709 persones, la mediana anual d'ingressos fiscals per persona era de 20.275 €.

### Activitats econòmiques
Dels 56  establiments que hi havia el 2007, 4 eren d'empreses alimentàries, 1 d'una empresa de fabricació de material elèctric, 3 d'empreses de fabricació d'altres productes industrials, 9 d'empreses de construcció, 14 d'empreses de comerç i reparació d'automòbils, 1 d'una empresa de transport, 5 d'empreses financeres, 5 d'empreses immobiliàries, 8 d'empreses de serveis, 4 d'entitats de l'administració pública i 2 d'empreses classificades com a «altres activitats de serveis».
Dels 17 establiments de servei als particulars que hi havia el 2009, 1 era una oficina bancària, 4 tallers de reparació d'automòbils i de material agrícola, 1 establiment de lloguer de cotxes, 1 paleta, 2 guixaires pintors, 1 lampisteria, 3 electricistes, 1 empresa de construcció, 1 perruqueria i 2 agències immobiliàries.
Dels 7 establiments comercials que hi havia el 2009, 2 eren supermercats, 3 fleques, 1 una fleca i 1 una llibreria.
L'any 2000 a Navenne hi havia 3 explotacions agrícoles.

## Equipaments sanitaris i escolars
El 2009 hi havia 1 hospital de tractaments de mitja durada (seguiment i rehabilitació) i 1 farmàcia.
El 2009 hi havia 1 escola maternal i 1 escola elemental.

## Poblacions més properes
El següent diagrama mostra les poblacions més properes.